# Garelli XOe
Garelli  XOe war ein 2011 vorgestellter Hybrid Motorroller des italienischen Unternehmens Garelli. Er gehörte zur XO-Baureihe und kombiniert einen luftgekühlten Einzylinder-Viertaktmotor mit einem bürstenlosen 108-Volt-Elektromotor, was ihn zum seltenen Beispiel eines Hybridrollers machte.

## Merkmale
Der XOe erreichte laut Hersteller eine Höchstgeschwindigkeit von 100 km/h und war mit einem stufenlosen CVT-Getriebe ausgestattet. Er hatte 16-Zoll-Leichtmetallräder, Einzel-Scheibenbremsen vorne (Ø 240 mm) und hinten (Ø 220 mm), eine Teleskopgabel vorne und ein einstellbares Federbein hinten. Das Leergewicht betrug ca. 128 kg, der Radstand 1420 mm.
Die 108‑V-Batterie kann mit einem 220-V/800-W-Ladegerät geladen werden. Der Rollertyp richtete sich ausdrücklich an umweltbewusste Großstadtfahrer.

## Technische Daten
| Merkmal               | Wert                                                         |
| --------------------- | ------------------------------------------------------------ |
| Motor                 | Einzylinder‑Viertaktmotor und Brushless‑Elektromotor (108 V) |
| Kühlung               | Luftgekühlt                                                  |
| Getriebe              | Automatik (CVT)                                              |
| Bremsen vorne         | Scheibe Ø 240 mm                                             |
| Bremsen hinten        | Scheibe Ø 220 mm                                             |
| Fahrwerk vorne        | Teleskopgabel                                                |
| Fahrwerk hinten       | Einzel-Federbein (60 mm Federweg)                            |
| Radstand              | 1420 mm                                                      |
| Länge × Breite × Höhe | 2103 × 690 × 1245 mm                                         |
| Sitzhöhe              | 840 mm                                                       |
| Leergewicht (trocken) | 128 kg                                                       |
| Höchstgeschwindigkeit | 100 km/h                                                     |
| Tankinhalt            | 6,00 l, Ölkapazität ≈ 1,00 l                                 |

## Hintergrund
Der XOe knüpft an das klassische XO-Line-up (125/150/200 cm³ Viertakt-Roller) an, hebt sich aber durch die elektrische Unterstützung ab. Er richtete sich an Pendler, die Vorteile von Elektro- und Verbrennungstechnik kombinieren möchten.

## Rezeption
Technikportale wie BikeZ beschrieben den XOe als technisch solide Ausstattung mit modernem Hybridantrieb. Er galt als Pionier unter den Hybridrollern, wenngleich er aufgrund begrenzter Stückzahlen selten im Straßenbild auftauchte.